# Neda Agha-Soltan
Neda Agha-Soltan (pers.: ندا آقاسلطان - Nedā Āqā-Soltān; ur. 1982, zm. 20 czerwca 2009 w Teheranie) – Iranka, której zabójstwo podczas zamieszek po wyborach w Iranie (2009) zostało nagrane i opublikowane w Internecie (m.in. w serwisie YouTube). Jej śmierć dla niektórych stała się symbolem opresji rządzących wobec opozycji irańskiej. Imię Neda oznacza głos lub zawołanie w języku perskim, co zostało wykorzystane przez uczestników zamieszek, walczących z irańskim rządem, do przedstawienia jej postaci jako głosu Iranu

## Okoliczności śmierci
20 czerwca 2009, Neda – studentka filozofii, w momencie zabójstwa, uczestniczyła razem z jej nauczycielem muzyki w proteście w Teheranie. Amatorskie nagranie przedstawiające moment śmierci Nedy zostało przesłane na portale YouTube oraz Facebook, i bardzo szybko rozpowszechniło się w Internecie wraz z następującym opisem:

Data: 19:05, 20 czerwca, 2009, Miejsce: skrzyżowanie ulic Khosravi oraz Salehi. Młoda kobieta, która stałe nieopodal wraz z jej ojcem (sic!, później zidentyfikowany jako jej nauczyciel muzyki – Hamid Panahi) obserwowała zamieszki, gdy została zastrzelona przez członka bojówki Basij, znajdującego się na dachu cywilnego domu. Miał on czyste pole strzału, i nie mógł chybić, celował prosto w jej serce. Jestem lekarzem, więc pośpieszyłem, by ją ratować. Jednakże impet kuli był tak duży, że ta rozerwała się w ciele kobiety, która zmarła w ciągu następnych 2 minut. Główny protest odbywał się ok. 1 kilometra dalej, na głównej ulicy, i niektórzy z protestujących uciekali przed gazem łzawiącym w kierunku ulicy Salehi. Film został nakręcony przez mojego przyjaciela, który stał za mną. Proszę, powiadomcie o tym Świat

Uznaje się, że ostatnimi słowami wypowiedzianymi przez Nedę były: Ja płonę, ja płonę (z ang. pośrednio I'm burning, I'm burning). Jej śmierć została stwierdzona w czasie przejazdu do teherańskiego szpitala Shariati.

## Tożsamość

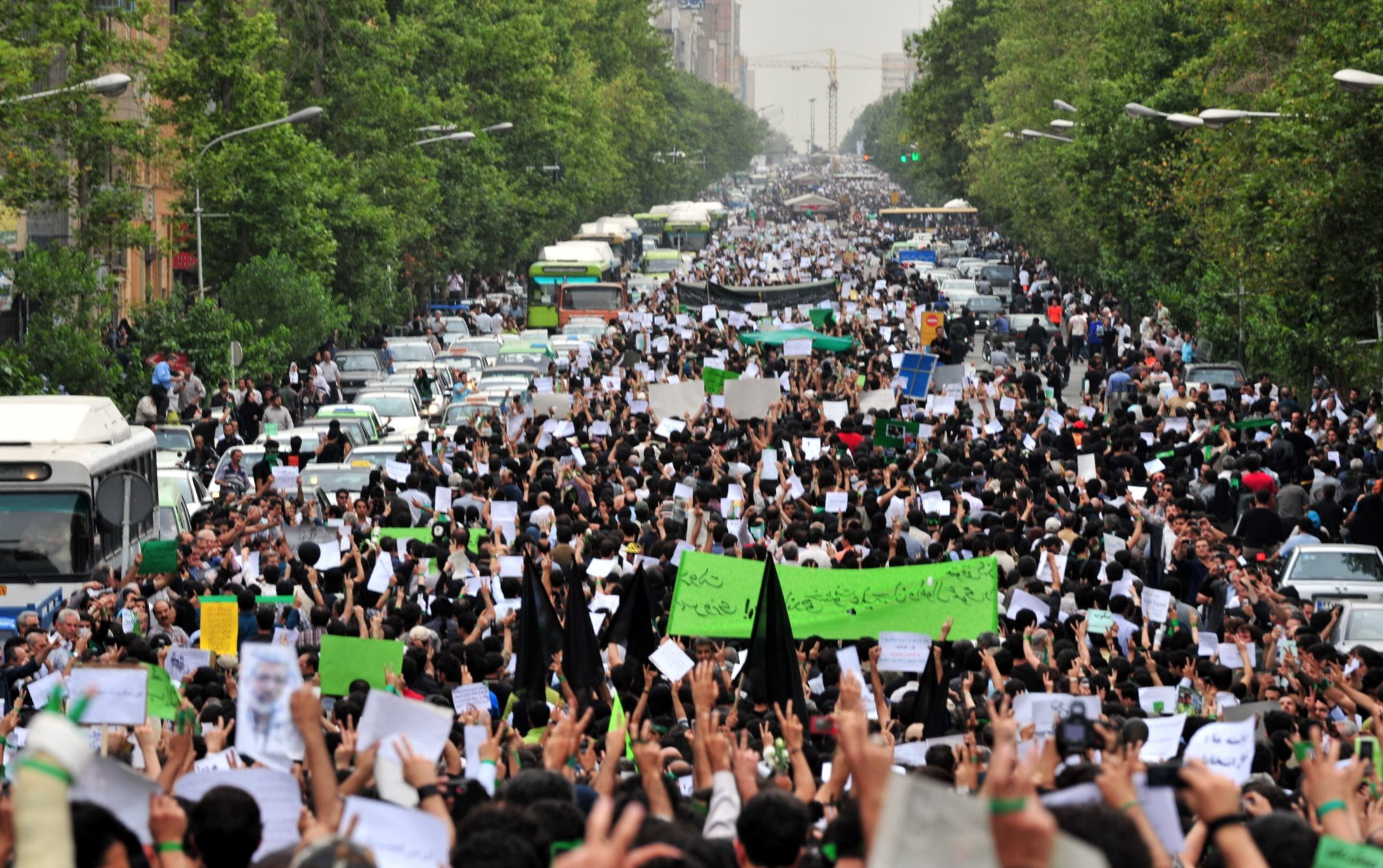
Marsz żałobny ku czci ofiar zamieszek

Media początkowo identyfikowały Nedę jako 16- lub 26/27-letnią kobietę. W filmie wideo udostępnionym na stronie Hosseina Mousaviego została przedstawiona jako studentka uczelni wyższej.
Neda była dla swych rodziców drugim z trzech dzieci. Z młodszym bratem, który po jej śmierci na znak żałoby przestał strzyc włosy i brodę, była bardzo silnie związana emocjonalnie. Siostra była już mężatką. Jej ojciec był dostawcą. Studiowała filozofię islamską na Uniwersytecie Azad, ale zrezygnowała po drugim semestrze z nauki, ponieważ bóg o którym wykładali na uniwersytecie nie był bogiem w którego ona wierzyła. Jej rodzina mieszka w Teheranie, przy ulicy Meshkini, w dzielnicy Tehranpars. Neda uczyła się języka tureckiego, mając nadzieję, że pewnego dnia pomoże jej to w pracy przewodnika zagranicznych wycieczek. Soltan dużo podróżowała, odwiedziła m.in.: Dubaj, Tajlandię i Turcję. Ponadto w Turcji czuła się swobodnie, mogła ubierać się zgodnie z jej wolą i pragnęła tego bardzo mocno dla swoich rodaczek. Neda uczyła się śpiewu i tańca. Zanim zmarła była już rozwódką, ponieważ jej mąż, Ameer był z północy i utrzymywał inne tradycje niż Neda. Soltan miała w sobie bardzo wiele miłości i kochała mocniej niż ktoś na to zasługiwał, oraz mocniej, niż sama była kochana. Między innymi z tego względu rozstała się ze swoim partnerem.

## Fotografia
Zdjęcie używane przez organizacje obrony praw człowieka i sympatyków opozycji omyłkowo przedstawia Nedę Soltani, docent na Islamskim Uniwersytecie Azad w Teheranie. Zdjęcie zostało wykorzystane prawdopodobnie z powodu podobieństwa fizycznego oraz nazwiska. Neda Soltani, pomimo licznych protestów wysyłanych do redakcji czasopism zagranicznych, nie zdołała sprostować pomyłki. Błąd został następnie wykorzystany przez służby irańskie, które usiłowały zmusić ją do oświadczenia, że film z portalu Youtube jest fałszywy i podszycia się pod nieżyjącą Nedę Agha-Soltan. Ostatecznie kobieta zdecydowała się na ucieczkę z kraju. Obecnie mieszka w Niemczech.

## Stypendium
Po jej śmierci anonimowi darczyńcy ufundowali stypendium jej imienia dla studentów Queen's College (Uniwersytet Oksfordzki).